# Fred Flintstone
Fred Flintstone é o personagem principal do seriado animado The Flintstones, que foi ao ar no horário nobre da ABC durante a série original, de 1960 a 1966. Fred é o marido de Wilma Flintstone e pai de Pedrita Flintstone. Seu melhor amigo é seu vizinho, Barney, que tem uma esposa chamada Betty e um filho adotivo, chamado Bamm-Bamm.
Fred mora na cidade pré-histórica fictícia de Bedrock, um mundo em que os dinossauros coexistem com pessoas das cavernas modernizadas e as pessoas das cavernas desfrutam de versões "primitivas" de conveniências modernas, como telefones, automóveis e máquinas de lavar. O slogan que é marca registrada de Fred  é "yabba dabba doo!", uma frase que era originalmente de seu clube, e mais tarde adotada como parte da música tema da terceira temporada em diante e usada no filme de live-action dos Flintstones em 1994.
Desde a série original, Fred apareceu em vários outros spinoffs de desenhos animados, adaptações de ação ao vivo, videoclipes e comerciais.

## Biografia
Enquanto a série spin-off de meados dos anos 80, The Flintstone Kids, descreve Fred como uma criança, a série pode ser apócrifa devido a sua apresentação de Wilma como amiga de infância de Fred e Barney; a série original afirma que eles se conheceram quando jovens adultos. Ainda assim, as representações da série de que Fred é o único filho de Ed e Edna Flintstone (um faz-tudo e uma dona de casa, respectivamente) podem ser tomadas como cânone. Nas tiras de história em quadrinhos do jornal, Os Flintstones de Gene Hazelton, o pai de Fred, Pops Flintstone, era um personagem recorrente.
Quando jovens, Fred e Barney trabalhavam como mensageiros em um resort. Lá, eles se conhecem e se apaixonam por Wilma e Betty, que trabalhavam lá como garotas de cigarro. Fred e a mãe de Wilma, Pearl Slaghoople, assim que se encontraram tiveram uma aversão instantânea entre si, iniciando uma rivalidade duradoura entre os dois. Depois de um tempo não especificado, Fred se casou com Wilma.
Fred trabalha como "operador de bronto guindaste" na Slate Rock and Gravel Company (também conhecida como Rockhead e Quarry Cave Construction Company em episódios anteriores). O cargo de Fred no episódio da segunda temporada "Divided We Sail" é "engenheiro geológico".
Durante a terceira temporada da série original, Wilma dá à luz a filha do casal, Pedrita (no original, Pebbles). Anos mais tarde, quando Pedrita é adolescente, Fred e Barney se juntam à força policial de Bedrock por um tempo como policiais de meio período.  Eventualmente, Fred se torna avô dos gêmeos adultos de Pedrita e Bamm-Bamm, Chip e Roxy. A família de Fred cresceu novamente em A Flintstone Family Christmas, quando ele e Wilma adotaram um garoto das cavernas órfão chamado Stony, e apesar de um começo difícil, Fred e seu novo filho se uniram bem.

## Parentes
O lado paterno da família Flintstone veio originalmente do estado pré-histórico de Arkanstone, onde eles haviam se envolvido em uma disputa semelhante à disputa de Hatfield-McCoy. A briga foi iniciada originalmente por um ancestral de Fred fazendo uma piada sobre um retrato da família Hatrock ("Não sei o que o artista ganhou por fazer essa pintura, mas ele deveria ter ganhado vida!") No episódio da quarta temporada "Bedrock Hillbillies", a briga termina quando Fred ajuda a resgatar Pedrita e um bebê Hatrock, apenas para recomeçar quando Fred faz a mesma piada que seu ancestral. Os Hatrocks aparecem mais tarde no episódio seguinte da quinta temporada "The Hatrocks and the Gruesomes", onde eles visitam Bedrock. O último dos Flintstones de Arkanstone foi o tio-tio-avô de Fred, Zeke Flintstone.
Outros parentes de Fred incluem: Giggles Flintstone, um coringa prático rico e excêntrico cujas piadas levam Fred a uma raiva louca;  Tio Tex Hardrock, rico tio texano de Fred;  Tumbleweed e Mary Lou Jim, ricos primos texanos de Fred;  Rockbottom "Rocky" Flintstone, avô de Fred, veterano da Primeira Guerra Mundial de Pedra;  Stony Flintstone, avô de Fred e James Hardrock, pai de Edna. 

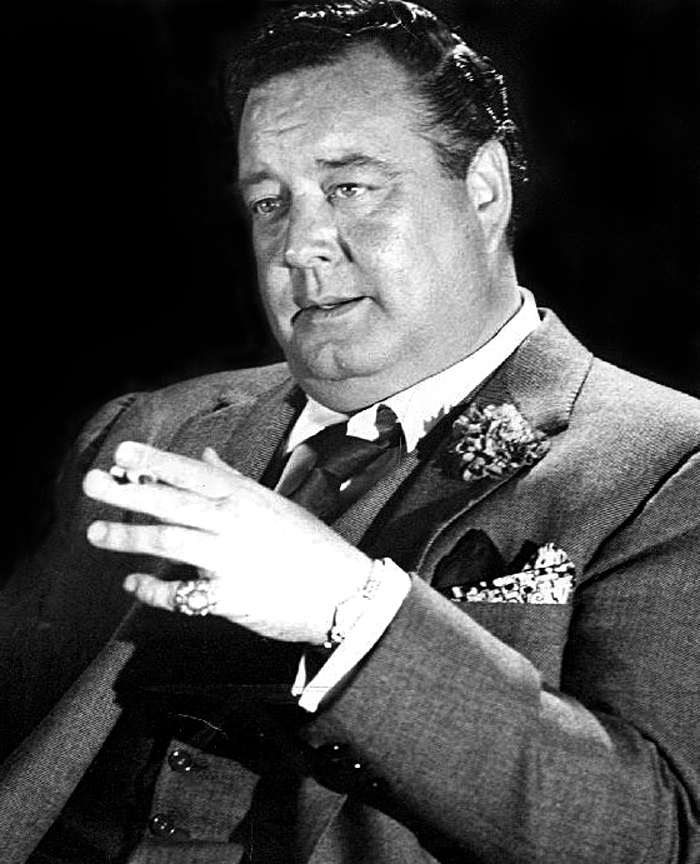
O personagem Flintstones foi baseado no personagem Ralph Kramden (Jackie Gleason) de The Honeymooners

## Personalidade
A personalidade de Fred era baseada na de Ralph Kramden, da série de televisão dos anos 50, The Honeymooners, e Chester A. Riley, de The Life of Riley, os quais foram originalmente retratados na televisão por Jackie Gleason (Riley foi originalmente retratado no rádio, cinema e depois na televisão episódios por William Bendix). Muito parecido com Ralph, Fred tende a falar alto, ser agressivo e constantemente estar planejando maneiras de melhorar a vida de sua família, muitas vezes com resultados indesejados. Também como Ralph, apesar de sua dureza, ele é amigável e tem um coração amoroso, muito dedicado à sua família e se preocupa muito com seu melhor amigo e vizinho do lado, Barney Rubble. Fred perde a paciência facilmente, mas ele parece livre de malícia e nunca guarda rancor. Embora sua sonoridade irrite as pessoas ao seu redor, Fred se mostra amigável, muitas vezes se esforçando para ajudar os outros. Além disso, embora Fred muitas vezes irrite Wilma com sua imaturidade, ele é conhecido por fazer um grande esforço para agradar sua família e pedir desculpas quando ele vai longe demais. Outros personagens conhecidos de outros programas também podem ter personalidades baseadas em Fred Flintstone, incluindo Archie Bunker do All In The Family e Archie Bunker's Place (ambos interpretados por Carroll OConnor), George Jefferson do The Jeffersons (interpretado por Sherman Hemsley), Mel Sharples de Alice (interpretado por Vic Tayback) e Frank DeFazio de Laverne & Shirley (interpretado por Phil Foster).
Os interesses de Fred incluem boliche, sinuca, golfe e pôquer. Fred ganhou campeonatos com suas habilidades de boliche; em um episódio, ele chega a ter aulas de balé para melhorar seu jogo. O apelido de "Twinkletoes" ficou com ele quando Fred frequentou uma universidade local e se tornou elegível para jogar no time de futebol americano, e esse se tornou o indicativo dele. Fred também é um excelente jogador de golfe. Fred é membro da Loja Leal de Búfalos da Água (chamada "a Leal Ordem dos Dinossauros" em um episódio inicial). Fred também tem um sério problema de jogo; a mera menção da palavra "aposta" faz com que Fred gagueje a "aposta" repetidas vezes (parecendo uma galinha cacarejando) e continue jogando. Fred também é um motorista ávido. No episódio da quinta temporada "Indianrockolis 500", Fred entrou na famosa corrida automobilística pré-histórica sob o pseudônimo de "Goggles Paisano".
O slogan de Fred é "Yabba-Dabba-Doo!" ; Alan Reed, dublador que forneceu a voz de Fred de 1960 a 1977, teria dito que a inspiração para a frase veio de sua mãe, que costumava dizer: "Um pouco de vontade de você" (A little dab'll do ya) provavelmente emprestada de um comercial da Brylcreem. Quando o script pedia um simples 'Yahoo!' Alan perguntou se ele poderia alterar a frase ou sugerir. Inspirou, na década de 1970, uma bebida de frutas de curta duração chamada "Yabba Dabba Dew" e pode ou não ter também inspirado o slogan de George Jetson, "Hooba-dooba-dooba" (ou "Hooba-Dooba") . Torna-se, no entanto, o tema de uma música de Hoagy Carmichael que o cantor e compositor executa em um episódio de The Flintstones a capacidade de Fred de tocar uma música foi boa em seus anos de juventude. Um episódio inicial mostra Fred (com Barney, que é um baterista habilidoso) se apresentando em uma boate com seu amigo músico "Hot Lips Hannigan", onde seu canto fez com que as adolescentes desmaiassem por ele; nesta ocasião, ele foi apelidado de "o Golden Smog". Em outro episódio da primeira temporada, "Girls 'Night Out", Fred gravou uma demo da música "Listen to the Rocking Bird", que acabou fazendo dele um ídolo adolescente chamado "Hi Fye". À medida que a série progredia, no entanto, sua voz se tornava cada vez pior (mesmo durante seu sucesso como cantor, Wilma nunca se impressionava com a voz de Fred), eventualmente a ponto de uma empregada temporária contratada pelos Flintstones desistir, em vez de ouvir Fred cantar.
Devido ao seu comportamento impulsivo e irritadiço e à natureza teimosa e um pouco egoísta, Fred parece propenso a acidentes. Mesmo suas ações mais inocentes e rotineiras costumam causar confusão generalizada. Nos créditos finais, Fred começa a bater na porta de sua casa e começa a gritar "Wilma", para abrir a porta.
De acordo com o episódio da terceira temporada da série original "The Birthday Party" (exibido no dia 5 de abril de 1963), o aniversário de Fred é 2 de fevereiro. O endereço de Fred variou ao longo da série, com endereços indicados para a residência de Flintstone, incluindo 345 Cave Stone Road e 1313 Cobblestone Way. O endereço de Fred foi citado como "55 Cobblestone Rd" no episódio de 1961 "The X-Ray Story".

## Mídia animada

### Shows de televisão
- The Flagstones (1959)
- Os Flintstones (1960-1966)
- Pedrita e Bamm-Bamm (1971-1972)
- A hora da comédia de Flintstone (1972-1974)
- All-Star Laff-A-Lympics de Scooby (1977–1978)
- Fred Flintstone and Friends (1977–1978) (dublado por Henry Corden)
- O Novo Show de Fred e Barney (1979)
- Fred e Barney encontram a coisa (1979)
- Fred e Barney conhecem o Shmoo (1979–1980)
- Mostra de comédia de Flintstone (1980–1982)
- Os Flintstone Funnies (1982-1984)
- The Flintstone Kids (1986–1988) (dublada por Lennie Weinrib e Scott Menville)
- Que desenho animado! - com Dino: Stay Out! (1995)

### Filmes e especiais
- Alice no país das maravilhas ou o que é um garoto legal como você está fazendo em um lugar como este? (1966)
- O Homem Chamado Flintstone (1966)
- Os Flintstones no Gelo (1973)
- Energia: Uma Edição Nacional (1977)
- Um Natal de Flintstone (1977)
- All-Star Comedy Ice Revue de Hanna-Barbera (1978)
- Os Flintstones: Pequena Liga (1978)
- Tiras de filme educacionais de Hanna-Barbera (1980) - apresentando Um problema pesado, Alarme de incêndio, Guia de direção e fuga de incêndio
- Os Novos Vizinhos dos Flintstones (1980)
- Os Flintstones encontram Rockula e Frankenstone (1980)
- Os Flintstones: O Desafio Final de Fred (1980)
- O mundo funtástico do show na arena Hanna-Barbera (1981)
- Os Flintstones: Windma-up Wilma (1981)
- Os Flintstones: Febre Jogging (1981)
- Alcaparra do Natal da comédia de All Star do urso do iogue (1982)
- Celebração do 25º aniversário dos Flintstones (1986)
- Os Jetsons conhecem os Flintstones (1987)
- O Especial "Just Say No" para Crianças dos Flintstone (1988)
- Celebração de Yabba Dabba Doo: 50 anos de Hanna-Barbera (1989)
- Eu Yabba-Dabba faço! (1993)
- Bebê Hollyrock-a-Bye (1993)
- Um Natal da Família Flintstone (1993)
- Os Flintstones (1994) (interpretado por John Goodman)
- Uma Canção de Natal de Flintstones (1994)
- Os Flintstones em Viva Rock Vegas (2000) (interpretado por Mark Addy)
- Os Flintstones: Nas Rochas (2001) (dublada por Jeff Bergman)
- Os Flintstones e WWE: Idade da Pedra SmackDown! (2015)
- Space Jam: A New Legacy - participação (2021)

### Videogames
- Os Flintstones: O Resgate de Dino e Hoppy
- Os Flintstones
- Os Flintstones: Surpresa no Pico dos Dinossauros
- Os Flintstones: O Tesouro da Serra Madrock
- Os Flintstones: Boliche
- Os Flintstones em Viva Rock Vegas

## Aparições
- Fred Flintstone fez aparições no programa Harvey Birdman, advogado, dublado por Maurice LaMarche.
- Fred foi visto na mordaça do sofá na sequência de abertura no episódio " Os Simpsons " Kamp Krusty.
- Fred aparece em alguns episódios de Family Guy, dublado por Jeff Bergman.

## Retrato
- Alan Reed foi a voz original de Fred (menos o piloto, o curta original, onde foi dublado por Daws Butler) até a morte de Reed em 1977.[4] Henry Corden, que havia dado a voz de cantor a Reed (e Fred) em The Man Called Flintstone, assumiu até sua aposentadoria em 2000, embora continuasse a dublá-lo nos comerciais até sua morte em 2005.[5] Corden dublou o pai e a mãe de Fred em The Flintstone Kids. James Arnold Taylor dublou Fred em comerciais após a morte de Corden, até 2011, bem como sua participação como convidado em The Grim Adventures of Billy and Mandy. Taylor voltou a dar voz a Fred em 2016 para um comercial no Columbus Zoo.[carece de fontes?] Jeff Bergman começou a dublar Fred para os comerciais do Cartoon Network em 2000, e dublou-o em The Flintstones: On the Rocks, sua participação como convidado em Johnny Bravo, em alguns episódios de Family Guy e, mais recentemente, em The Flintstones &amp; WWE: Stone Age SmackDown!. Ele também foi dublado nos últimos anos por Maurice LaMarche, Dave Coulier, Stephen Stanton e Scott Innes.
- Em The Flintstone Kids, o jovem Fred foi dublado por Lennie Weinrib e Scott Menville em diferentes pontos.
- No primeiro filme de live-action, The Flintstones, Fred foi interpretado por John Goodman.[6] No filme prequela, Os Flintstones em Viva Rock Vegas, no qual Fred é retratado como mais jovem do que no original, ele foi interpretado pelo ator britânico Mark Addy.[7]

## Em outras mídias

### Comerciais
Durante as primeiras temporadas da série The Flintstones, Fred Flintstone e Barney Rubble foram arremessadores de cigarros de Winston, o patrocinador do programa na época. Em um anúncio de Winston, Fred e Barney viram os homens trabalhando duro na pedreira e decidiram se retirar da vista para um intervalo para fumar. Depois de exaltar as virtudes do cigarro da marca Winston, Fred acendeu o cigarro e soltou a frase: " Winston tem um gosto bom como um cigarro". Outro anúncio semelhante para os cigarros apresentava Wilma e Betty também; as mulheres estavam trabalhando duro cortando a grama e tirando poeira do tapete enquanto Fred e Barney fumavam atrás da casa. As vinhetas também foram ao ar em que Fred acendeu o cigarro Winston de Wilma, e o casal compartilhou uma fumaça. Na terceira temporada da série original, Winston havia sido dispensado como patrocinador a favor de Welch.